# Guèbre
Guèbre est la francisation des mots turc : gâvur et persan گبر gâvor issus de l'arabe : 𐡂𐡁𐡓𐡀 (gaḇrā) et signifiant dans le monde musulman « incroyant, infidèle ». Ce mot désignait principalement les chrétiens, les juifs et les zoroastriens dans l'Empire ottoman, le Khanat de Crimée et l'Empire perse.
Les « guèbres » étaient, conformément à la loi islamique, à la fois « protégés » et subalternes, exemptés de tout service militaire mais astreints à des corvées sur les vakufs et à payer une double-capitation : le kharadj ; ils ne pouvaient pas posséder des terres et leurs lieux de culte devaient être petits, discrets, d'un seul niveau, sans clochers ni cloches. Pour appeler à la prière ils étaient autorisés à battre le bois.

## References
1. ↑  Entangled Histories of the Balkans: Volume One: National Ideologies and Language Policies, BRILL, 13 juin 2013 (ISBN 978-90-04-25076-5, lire en ligne), p. 44 :« In the Ottoman defters, Orthodox Christians are as a rule recorded as kâfir or gâvur (infidels) or (u)rum. »
2. ↑  Benjamin Braude et Bernard Lewis, (en) Christians and Jews in the Ottoman Empire 1, Holmes & Meier, New York 1982,  (ISBN 978-0841905191).
3. ↑  Speros Vryonis, The Turkish State and History: Clio Meets the Grey Wolf, Institute for Balkan Studies, 1993 (ISBN 978-0-89241-532-8, lire en ligne) :« The Turkish term "giaour" a term of contempt, was applied to these Balkan Christians, »
4. ↑  Joëlle Dalègre, Grecs et Ottomans, 1453-1953 : de la chute de Constantinople à la disparition de l'empire ottoman, l'Harmattan 2002.